# Club Atlético de Madrid (femminile)
Il Club Atlético de Madrid, noto semplicemente come Atlético Madrid e conosciuto anche come Atlético Madrid Femenino, è la sezione di calcio femminile dell'omonimo club con sede nella città di Madrid. 
Fondata nel 2001, milita nella Primera División, massima serie del campionato spagnolo femminile di calcio, del quale ha vinto le edizioni 1989-90, 2016-2017, 2017-2018 e 2018-2019.

## Storia
Negli anni ottanta il crescente interesse verso il calcio femminile in Spagna suggerì alla Federazione calcistica della Spagna di organizzare il primo campionato spagnolo riservato alle atlete. Alla sua seconda edizione alle iniziali nove partecipanti si unirono altre tre squadre, tra le quali l'Atlético Villa de Madrid, unica rappresentativa madrilena alla competizione, affiliata all'Atlético Madrid. La squadra ottenne alla sua prima stagione (1989-1990) la vittoria del campionato, arrivando seconda la stagione successiva. Ben presto scomparve dopo aver perso il sostegno economico dell'Atlético, allora presieduto da Jesús Gil. Lasciate svincolate, la maggior parte delle giocatrici andarono a rinforzare l'altra squadra femminile della città, l'Oroquieta Villaverde, che si rivelò essere tra le più forti rappresentative del calcio femminile spagnolo degli anni novanta.
Il club venne fondato nuovamente nel 2001 come Atlético de Madrid Féminas, dopo la scomparsa del Coslada CF Femenino. La sua allenatrice, María Vargas, già giocatrice dell'Atlético Villa de Madrid, assieme al portiere della formazione, Lola Romero, e sostenute dalle 36 atlete della prima e della seconda squadra della sezione femminile della Coslada, oramai svincolate, riuscirono a convincere i dirigenti dell'Atlético Madrid ad istituire una squadra di calcio femminile. María Vargas divenne quindi presidente della sezione con Lola Romero responsabile tecnico della nuova Atlético Féminas, denominazione con la quale la squadra, con sede a Madrid, venne iscritta come da normative RFEF all'edizione 2001-2002 al terzo e più basso livello del campionato, la Primera Regional. Pur se ufficialmente non faceva ancora parte dell'organigramma societario dell'Atlético Madrid, la società "madre" si impegnò a fornire materiale tecnico, stemma e campo di gioco, il polisportivo di Vicálvaro.

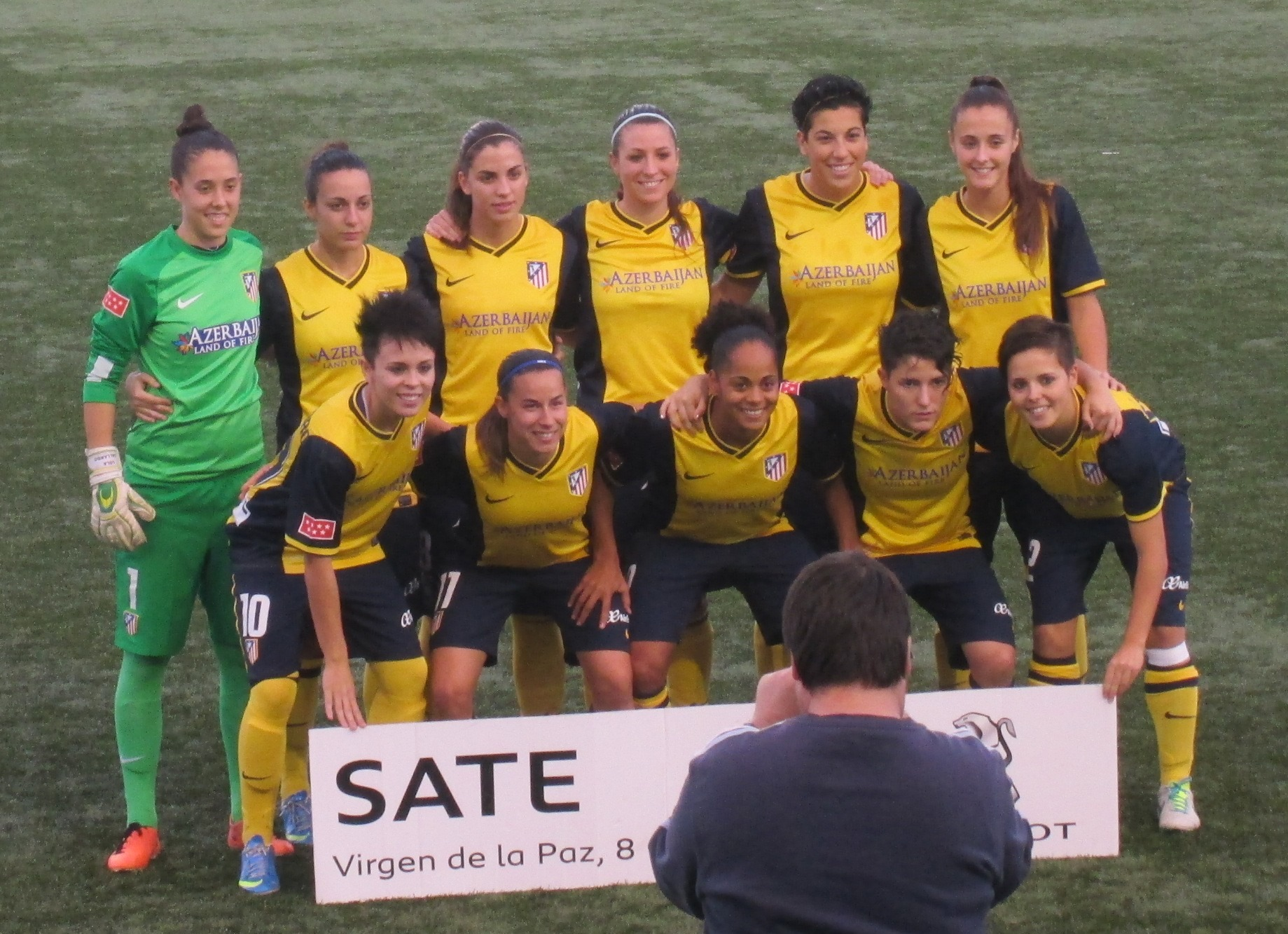
La squadra dell'Atlético Madrid nel 2013

La squadra riuscì ad ottenere già al termine della stagione 2002-2003 la promozione alla Primera Nacional (secondo livello), convincendo la dirigenza dell'Atlético ad assorbire nella società l'Atlético Féminas, rinominandola Club Atlético de Madrid Féminas. Dopo tre stagioni in Primera Nacional, nel 2006 la squadra arrivò seconda negli spareggi promozione dietro allo Sporting Huelva e venne promossa in Superliga. Alla sua stagione di debutto in Superliga concluse all'ottavo posto. Dopo due settimi posti consecutivi, l'Atlético Madrid si inserì nelle posizioni di alta classifica, risultando negli anni successivi, assieme a Rayo Vallecano, Barcellona, Athletic Bilbao, Espanyol e Levante, una delle squadre di vertice del campionato nazionale spagnolo e con le proprie atlete, sia della prima squadra che delle giovanili, più volte convocate a vestire la maglia delle nazionali spagnole.
Dopo due terzi posti consecutivi al termine della Primera División 2014-2015 raggiunse il suo miglior risultato con il secondo posto in classifica alle spalle del Barcellona. Grazie a questo risultato guadagnò l'accesso per la prima volta alla UEFA Women's Champions League per l'edizione 2015-2016: nei sedicesimi di finale eliminò lo Zorkij Krasnogorsk ribaltando lo 0-2 dell'andata, ma venne eliminato agli ottavi di finale con un pesante 9-1 complessivo dall'Olympique Lione, che avrebbe poi vinto la competizione. Il 26 giugno 2016 l'Atlético ha vinto il suo primo trofeo, la Copa de la Reina, sconfiggendo in finale il Barcellona per 3-2.

## Calciatrici

### Ex giocatrici nazionali
- Genoveva Añonma
- Jade Boho
- Susana Guerrero
- Mitsue Iwakura
- Leire Landa

- Adriana Martín
- Mar Prieto
- Laura Salguero
- Sandra Vilanova
- Amanda Sampedro
- Silvia Meseguer
- Laia Aleixandri
- Ludmila da Silva
- Eva Navarro

## Palmarès

### Atlético Villa de Madrid
- Campionato spagnolo: 1

1989-1990
Secondo posto: 1990-1991

### Atlético de Madrid
- Campionato spagnolo: 3

2016-2017, 2017-2018, 2018-2019
- Campionato spagnolo di seconda divisione: 1

2005-2006
- Coppa della Regina: 2

2016, 2022-2023
- Supercoppa spagnola: 1

2021

#### Altri piazzamenti
- Campionato spagnolo:

Secondo posto: 2014-2015, 2019-2020
- Coppa della Regina:

Finalista: 2017, 2018, 2024-2025
- Supercoppa spagnola: 1

Finalista: 2022

## Statistiche

### Risultati nelle competizioni UEFA
| Stagione | Competizione     | Fase                 | Avversario         | Risultato | Risultato | Risultato |
| Stagione | Competizione     | Fase                 | Avversario         | andata    | ritorno   | aggregato |
| -------- | ---------------- | -------------------- | ------------------ | --------- | --------- | --------- |
| 2015-16  | Champions League | sedicesimi di finale | Zorkij Krasnogorsk | 0-2       | 3-0       | 3-2       |
| 2015-16  | Champions League | ottavi di finale     | Olympique Lione    | 1-3       | 0-6       | 1-9       |
| 2017-18  | Champions League | sedicesimi di finale | Wolfsburg          | 0-3       | 2-12      | 2-15      |
| 2018-19  | Champions League | sedicesimi di finale | Manchester City    | 1-1       | 2-0       | 3-1       |
| 2018-19  | Champions League | ottavi di finale     | Wolfsburg          | 0-4       | 0-6       | 0-10      |
| 2019-20  | Champions League | sedicesimi di finale | Spartak Subotica   | 3-2       | 1-1       | 4-3       |
| 2019-20  | Champions League | ottavi di finale     | Manchester City    | 1-1       | 2-1       | 3-2       |
| 2019-20  | Champions League | quarti di finale     | Barcellona         | 0-1       |           | 0-1       |

- 2019-20 A causa della pandemia di COVID-19 in Europa. I quarti di finale sono stati riprogrammati per il 21-22 agosto 2020 e disputati in gara unica a Bilbao e a San Sebastián.

## Organico

### Rosa 2020-2021
Rosa, ruoli e numeri di maglia come da sito ufficiale, sito LaLiga.com, e sito UEFA.com, aggiornati al 20 gennaio 2021, compresi i trasferimenti annunciati.
| N. |                        | Ruolo | Calciatrice            |
| -- | ---------------------- | ----- | ---------------------- |
| 1  | Svezia (bandiera)      | P     | Hedvig Lindahl         |
| 2  | Francia (bandiera)     | D     | Grace Kazadi           |
| 3  | Italia (bandiera)      | D     | Alia Guagni            |
| 4  | Spagna (bandiera)      | D     | Laia Aleixandri        |
| 5  | Paesi Bassi (bandiera) | D     | Merel van Dongen       |
| 6  | Venezuela (bandiera)   | A     | Deyna Castellanos      |
| 7  | Germania (bandiera)    | A     | Turid Knaak            |
| 8  | Brasile (bandiera)     | A     | Ludmila da Silva       |
| 9  | Messico (bandiera)     | A     | Charlyn Corral         |
| 10 | Spagna (bandiera)      | C     | Amanda Sampedro        |
| 11 | Spagna (bandiera)      | D     | Carmen Menayo          |
| 12 | Stati Uniti (bandiera) | D     | Kylie Strom            |
| 13 | Francia (bandiera)     | P     | Pauline Peyraud-Magnin |
| 14 | Spagna (bandiera)      | C     | Virginia Torrecilla    |

| N. |                        | Ruolo | Calciatrice       |
| -- | ---------------------- | ----- | ----------------- |
| 15 | Spagna (bandiera)      | C     | Silvia Meseguer   |
| 16 | Nigeria (bandiera)     | A     | Rasheedat Ajibade |
| 17 | Francia (bandiera)     | C     | Aminata Diallo    |
| 18 | Inghilterra (bandiera) | A     | Toni Duggan       |
| 19 | Francia (bandiera)     | D     | Aïssatou Tounkara |
| 20 | Colombia (bandiera)    | C     | Leicy Santos      |
| 21 | Francia (bandiera)     | A     | Emelyne Laurent   |
| 22 | Italia (bandiera)      | A     | Tatiana Bonetti   |
| 23 | Spagna (bandiera)      | D     | Alejandra Bernabe |
| 25 | Spagna (bandiera)      | P     | Jana Gallego      |
| 26 | Spagna (bandiera)      | D     | Sonia Majarín     |
| 27 | Francia (bandiera)     | A     | Elena Martínez    |
| 28 | Spagna (bandiera)      | D     | Laura Tanarro     |
| 29 | Camerun (bandiera)     | A     | Ajara Nchout      |